# 圣梅里教堂

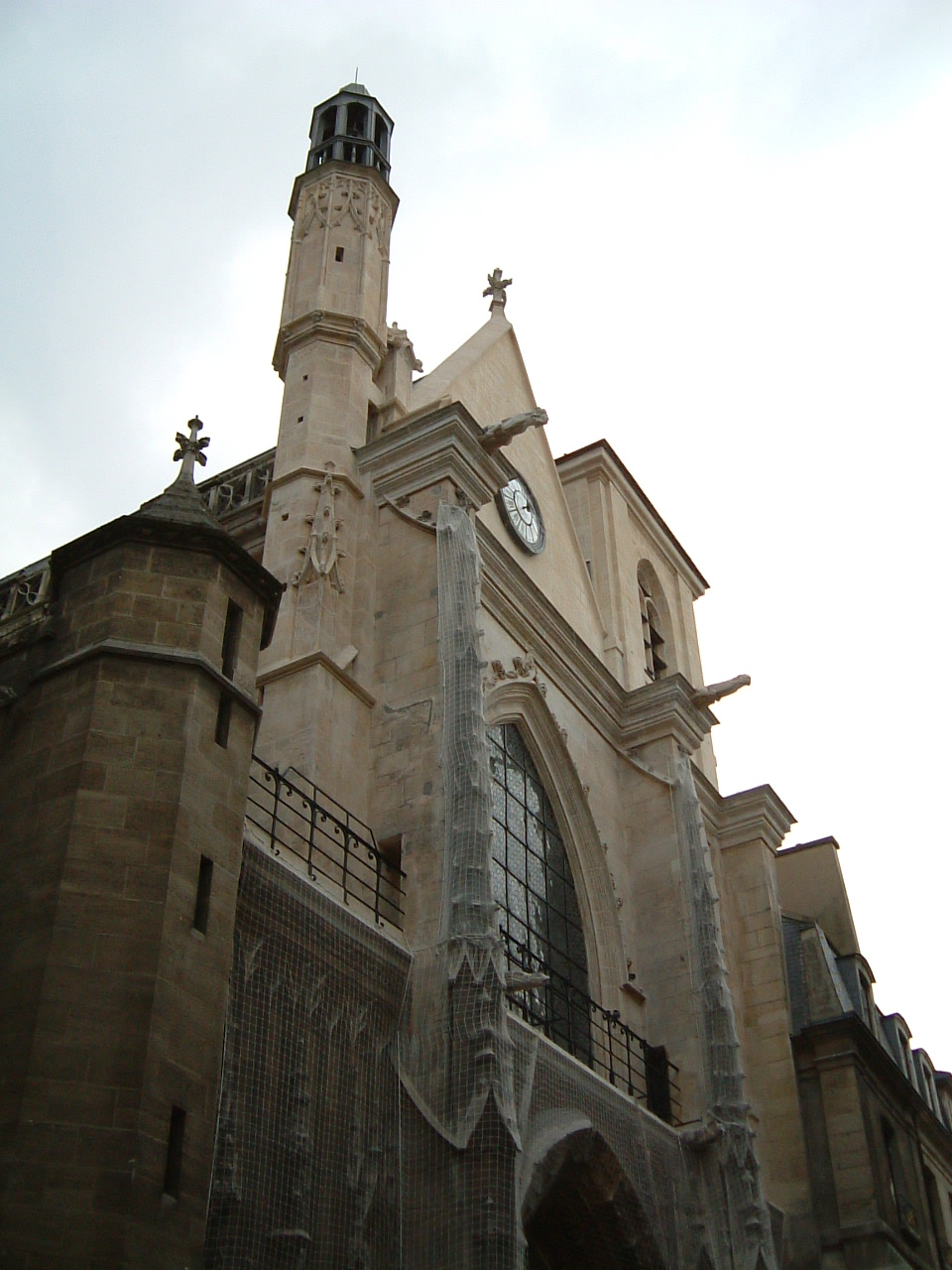
西立面

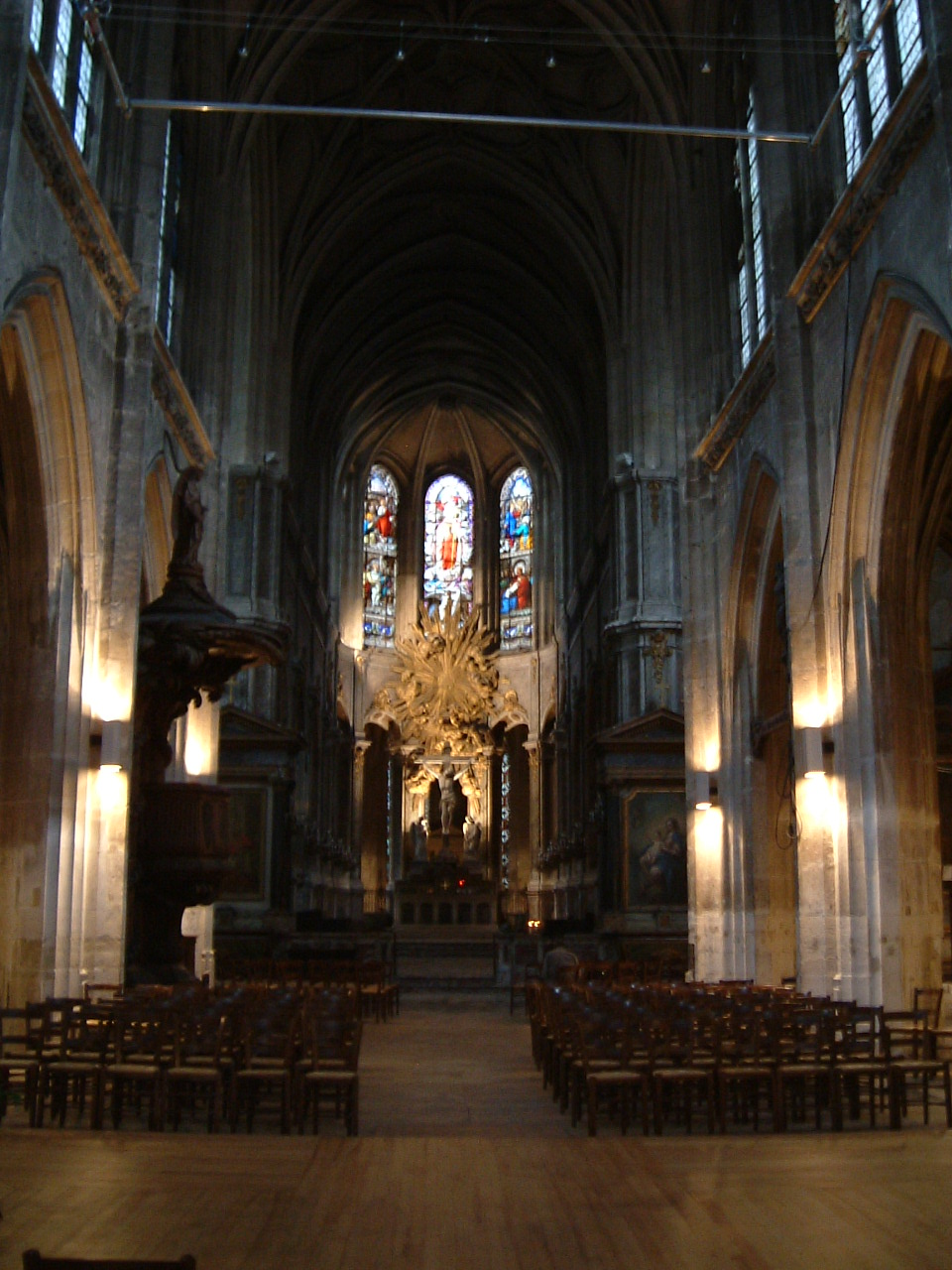
中殿

圣梅里教堂 (Église Saint-Merri) 是巴黎的一座教堂，位于右岸繁忙的圣马丁街。
这座教堂供奉的是8世纪的欧坦修道院院长 Medericus，他前往巴黎朝圣，后来死在那里。884年，Medericus又名梅里，被称为右岸的主保圣人。
目前教堂建于1500年到1550年，16世纪哥特式风格，受英国垂直风格影响。中殿的窗户是16世纪初的作品，讲道坛是 Slodtz的作品，于1753年制造。
管风琴在1781年由著名的管风琴制造者Cliquot重制。由卡米爾·聖-桑演奏。1832年，在反对七月王朝的共和党起义期间，这座教堂成为街垒战的场地。
钟楼内有巴黎最古老的钟，1331年铸造，在法国革命中得以幸存下来。
今天该教堂仍是一个举行礼拜的地点，并且设有雷阿尔-波布牧民中心。